# Riccardo III
Riccardo III ist eine Oper (Originalbezeichnung: „Dramma lirico“) in vier Akten des italienischen Komponisten Luigi Canepa, nach William Shakespeares Drama Richard III. und dem gleichnamigen Drama von Victor Séjour. Das Libretto stammt von Fulvio Fulgonio. Die Oper wurde am 10. November 1879 im Teatro Carcanoin Mailand uraufgeführt.

## Musiknummern
- Preludio

Erster Akt
- Come altrove risplendente (Chor, Riccardo)
- Da me lontano fugge impaurita (Riccardo)
- Elisabetta?, io l’amo (Riccardo, Rutlando)
- Come da fulgore restò colpito (Riccardo, Rutlando)
- Sorge più bello e nitido (Chor, Rutlando, Scroop)
- Alfin son penetrato (Scroop)
- Chi sei? – Scroop l’armajuolo (Riccardo, Scroop, Chor)
- Ringrazio di tutto cuore il re (Riccardo, Scroop, Chor)

Zweiter Akt
- In Londra son; deve ignorarlo ognuno – Io lo vedrò (Elisabetta)
- Figlia… Madre…. – Sarem due fonti placide (Königinmutter, Elisabetta)
- Chi s’avanza? (Königinmutter, Elisabetta, Riccardo)
- Per questo che dal ciglio – (Königinmutter, Riccardo)
- Alfin vi premo, o sospirate sponde – Ormai sett’anni scorsero (Rismondo)
- Se non giungesse? – Ti stringo al seno (Rismondo, Elisabetta)
- Mio Rismondo, le rupi ed i monti – Avrai d’effluvi arabici (Elisabetta, Rismondo)
- Deh fuggi, t’invola – Il suo male repentino non vi dia tanto timor (Scroop, Rismondo, Elisabetta, Riccardo, Königinmutter, Rutlando, Chor)

Dritter Akt
- Viva la birra (Chor)
- Colla presta veliera – La mano barbara (Scroop, Chor)
- È giunto o figlio d’Anglia – Siam figli d’Inghilterra (Scroop, Chor)
- Amico, ebben? – Ciel pietoso (Rismondo, Scroop)
- Intermezzo
- Danziam, danziam, che l’ore volano – Intesi io ben? (Chor, Riccardo, Rutlando, Königinmutter, Elisabetta)
- Tu sei fiore intemerato (Chor, Elisabetta, Königinmutter, Riccardo, Scroop)
- Era Lidia di madre amorosa (Scroop, Riccardo, Chor)
- A me la tazza aurata – Nappo che nascondi (Elisabetta, Königinmutter, Riccardo, Rutlando, Scroop, Chor)

Vierter Akt
- Intermezzo – Battaglia
- Era una mammola – Ma passò la buffera nera (Chor di Ancelle)
- Del fatale licore ormai cessata – Oh Signore, a me togliesti (Königinmutter)
- O madre mia! È nostra la vittoria (Rismondo, Königinmutter)
- Qual luce! – Estinta già parevami (Elisabetta)
- Siamo figli d’Inghilterra (Chor di Soldati)
- Amico generoso (Königinmutter, Scroop, Rismondo, Chor)
- Io vivo ancor codardi (Riccardo, Königinmutter, Scroop, Rismondo, Chor)

## Werkgeschichte
Bei der Uraufführung am 10. November 1879 im Teatro Carcano in Mailand sangen Lodovico Buti (Riccardo III), Francesco De Angelis (Rismundo), Davide Majocchi (Scroop), Giuseppe Ceresa (Rutlando), Emilia Maggi Trapani (Königinmutter) und Francesca Prevost (Elisabetta).

## Diskographie
- 1962: Nino Bonavolontà; Nicola Rossi-Lemeni (Riccardo III), Franco Bonisolli (Rismundo), Walter Alberti (Scroop), Tommaso Frascati (Rutlando), Lucilla Udovich (Königinmutter), Antonietta Pastori (Elisabetta); Decca (live vom 14. Dezember 1962 aus dem Teatro Verdi in Sassari)